# Tero Mäntylä
Tero Mäntylä (Seinäjoki, Finlandia, 18 de abril de 1991) es un futbolista finlandés. Juega de defensor y su equipo actual es el SJK Seinäjoki de la Veikkausliiga.

## Selección
| Selección              | Año           | PJ | Goles |
| ---------------------- | ------------- | -- | ----- |
| Selección Sub-21       | 2013          | 7  | 1     |
| Selección de Finlandia | 2014-presente | 2  | 0     |

## Clubes
| Club               | País      | Año           | PJ | Goles |
| ------------------ | --------- | ------------- | -- | ----- |
| Inter Turku        | Finlandia | 2010 - 2011   | 39 | 0     |
| Ludogorets Razgrad | Bulgaria  | 2011 - 2015   | 41 | 1     |
| Aalesunds FK       | Noruega   | 2015-2016     | 20 | 0     |
| Inter Turku        | Finlandia | 2017-2018     | 43 | 1     |
| HIFK Helsinki      | Finlandia | 2019          | 24 | 0     |
| SJK Seinäjoki      | Finlandia | 2020-presente | 28 | 1     |